# Ciência nutricional
Ciência nutricional (também ciência da nutrição, às vezes abreviado nutrição, menos comum trofologia) é a ciência que estuda o processo fisiológico da nutrição (principalmente nutrição humana), interpretando os nutrientes e outras substâncias nos alimentos em relação à manutenção, crescimento, reprodução, saúde e doença de um organismo.